# Armoiries d'Afrique
Listes des armoiries, sceaux ou emblèmes des États souverains d'Afrique et des territoires dépendant de cet ensemble continental.

## Liste des armoiries des États souverains d'Afrique
| Pays                             | Armoiries | Devise | Article                                          |
| -------------------------------- | --------- | --- | ------------------------------------------------ |
| Algérie                          |           | Dénomination officielle : الجمهورية الجزائرية الديمقراطية الشعبية (Arabe) Devise : بالشعب و للشعب (Arabe) Par le Peuple et pour le Peuple | Armoiries de l'Algérie                           |
| Angola                           |           | Virtus Unita Fortior. (latin) L'union fait la force.                                                                                      | Emblème de l'Angola                              |
| Bénin                            |           | Fraternité, Justice, Travail | Armoiries du Bénin                               |
| Botswana                         |           | Bring on the rain (anglais) Que tombe la pluie                                                                                            | Armoiries du Botswana                            |
| Burkina Faso                     |           | Unité Progrès Justice | Armoiries du Burkina Faso                        |
| Burundi                          |           | Unité Travail Progrès | Armoiries du Burundi                             |
| Cameroun                         |           | Paix, Travail, Patrie | Blason du Cameroun                               |
| Cap-Vert                         |           | Unidade, Trabalho, Progresso (portugais) Unité, travail, progrès                                                                          | Armoiries du Cap-Vert                            |
| République centrafricaine        |           | Unite, Dignité, Travail | Armoiries de la République centrafricaine        |
| Comores                          |           | Unité - Solidarité - Développement | Armoiries des Comores                            |
| République démocratique du Congo |           | Justice, paix, travail | Armoiries de la République démocratique du Congo |
| République du Congo              |           | Unité Travail Progrès | Armoiries de la République du Congo              |
| Côte d'Ivoire                    |           | Union, Discipline, Travail | Armoiries de la Côte d'Ivoire                    |
| Djibouti                         |           | Unité, Égalité, Paix | Armoiries de Djibouti                            |
| Égypte                           |           | الصمت والصبر والحرية والإشتراكية والوحدة (arabe) Silence, patience, liberté, socialisme et unité                                          | Armoiries de l'Égypte                            |
| Érythrée                         |           | Awet N'Hafash La victoire aux masses | Armoiries de l'Érythrée                          |
| Éthiopie                         |           | L’Éthiopie d'abord | Armoiries de l'Éthiopie                          |
| Gabon                            |           | Union, Travail, Justice | Armoiries du Gabon                               |
| Gambie                           |           | Progress, Peace, Prosperity | Armoiries de la Gambie                           |
| Ghana                            |           | Freedom and Justice (anglais) Liberté et Justice                                                                                          | Armoiries du Ghana                               |
| Guinée                           |           | Travail, Justice, Solidarité | Armoiries de la Guinée                           |
| Guinée-Bissau                    |           | Unidade, Luta, Progresso (portugais : Unité, Lutte, Progrès)                                                                              | Armoiries de la Guinée-Bissau                    |
| Guinée équatoriale               |           | Unidad, Paz, Justicia (espagnol : Unité, Paix, Justice)                                                                                   | Armoiries de la Guinée équatoriale               |
| Kenya                            |           | Harambee (Swahili : Permettez à nous tous de vous ressaisir)                                                                              | Armoiries du Kenya                               |
| Lesotho                          |           | Khotso, Pula, Nala (sotho du Sud : Paix, Pluie, Prospérité)                                                                               | Armoiries du Lesotho                             |
| Libéria                          |           | The love of liberty brought us here (anglais : L'amour de la liberté nous a amené ici)                                                    | Armoiries du Libéria                             |
| Libye                            |           | الحرية والعدالة والديمقراطية (arabe : Liberté, justice, démocratie »)                                                                     | Armoiries de la Libye                            |
| Madagascar                       |           | Tanindrazana, Fahafahana, Fandrosoana (Malgache : Terre ancestrale, Liberté, Progrès)                                                     | Sceau de Madagascar                              |
| Malawi                           |           | Unity and Freedom (anglais : Unité et Liberté)                                                                                            | Armoiries du Malawi                              |
| Mali                             |           | Un peuple, un but, une foi | Emblème du Mali                                  |
| Maroc                            |           | الله، الوطن، الملك (Arabe) Allāh, al Waţan, al Malik"Dieu, la Patrie, le Roi"                                                             | Armoiries du Maroc                               |
| Maurice                          |           | Stella Clavisque Maris Indici (Latin : L'étoile et la clé de l'océan indien)                                                              | Armoiries de Maurice                             |
| Mauritanie                       |           | شرف إخاء عدل (Arabe) Honneur, Fraternité, Justice                                                                                         | Sceau de la Mauritanie                           |
| Mozambique                       |           | República de Moçambique | Armoiries du Mozambique                          |
| Namibie                          |           | Unity, Liberty, Justice (anglais : Unité, Liberté, Justice)                                                                               | Armoiries de la Namibie                          |
| Niger                            |           | Fraternité, Travail, Progrès | Armoiries du Niger                               |
| Nigéria                          |           | Unity and Faith, Peace and Progress (anglais : Unité et Foi, Paix et Progrès)                                                             | Armoiries du Nigéria                             |
| Ouganda                          |           | For God and My Country (anglais : Pour dieu et mon pays)                                                                                  | Armoiries de l'Ouganda                           |
| Rwanda                           |           | Ubumwe, Umurimo, Gukunda Igihugu (Kinyarwanda: Unité, Travail, Patriotisme)                                                               | Armoiries du Rwanda                              |
| Sao Tomé-et-Principe             |           | Unidade, Disciplina, Trabalho (portugais : Unité, Discipline, Travail)                                                                    | Armoiries de Sao Tomé-et-Principe                |
| Sénégal                          |           | Un Peuple, Un But, Une Foi | Armoiries du Sénégal                             |
| Seychelles                       |           | Finis Coronat Opus (Latin: La fin couronne le travail)                                                                                    | Armoiries des Seychelles                         |
| Sierra Leone                     |           | Unity - Freedom - Justice (Anglais: Unité - Liberté - Justice)                                                                            | Armoiries de Sierra Leone                        |
| Somalie                          |           | aucune | Armoiries de la Somalie                          |
| Soudan                           |           | Al-Nasr Lana (Arabe: La victoire est à nous)                                                                                              | Armoiries du Soudan                              |
| Soudan du Sud                    |           | Justice, Liberty, Prosperity (Anglais: Justice, Liberté, Prospérité)                                                                      | Armoiries du Soudan du Sud                       |
| Swaziland                        |           | Siyinqaba (Swati : Nous sommes la forteresse)                                                                                             | Armoiries du Swaziland                           |
| Tanzanie                         |           | Uhuru na Umoja (swahili : Liberté et Unité)                                                                                               | Armoiries de la Tanzanie                         |
| Tchad                            |           | Unité, travail, progrès | Armoiries du Tchad                               |
| Togo                             |           | Travail, Liberté, Patrie | Armoiries du Togo                                |
| Tunisie                          |           | Ordre, Liberté, Justice | Armoiries de la Tunisie                          |
| Zambie                           |           | One Zambia, One Nation (anglais : Une Zambie, une nation)                                                                                 | Armoiries de la Zambie                           |
| Zimbabwe                         |           | Unity, Freedom, Work (anglais : Unité, Liberté, Travail)                                                                                  | Armoiries du Zimbabwe                            |

## Liste des armoiries des territoires dépendants
| Territoire                | Armoiries | Devise                                                                                              | Article                       |
| ------------------------- | --------- | --------------------------------------------------------------------------------------------------- | ----------------------------- |
| Îles Canaries             |           | Celle de L'Espagne : Plus Ultra (latin) Encore au-delà                                              | Armoiries des Canaries        |
| Ceuta                     |           | Celle de L'Espagne : Plus Ultra (latin) Encore au-delà                                              | Armoiries de Ceuta            |
| Mélilla                   |           | "Preferre Patriam Liberis Parentem Decet" et celle de L'Espagne : Plus Ultra (latin) Encore au-delà | Armoiries de Melilla          |
| Madère                    |           | Das ilhas, as mais belas e livres (portugais: Des îles, les plus belles et libres)                  | Armoiries de Madère           |
| Mayotte                   |           | "Ra Hachiri" et celle de la France : "Liberté, égalité, fraternité".                                | Armoiries de Mayotte          |
| Réunion                   |           | celle de la France : "Liberté, égalité, fraternité".                                                | Armoiries de la Réunion       |
| Sainte-Hélène             |           | Loyal and Unshakeable (anglais : Loyal et inébranlable)                                             | Armoiries de Sainte-Hélène    |
| Archipel Tristan da Cunha |           | Our faith is our strength (anglais : Notre foi est notre force)                                     | Armoiries de Tristan da Cunha |

## Territoire sans statut international
| Territoire                              | Armoiries | Devise | Article                                               |
| --------------------------------------- | --------- | --- | ----------------------------------------------------- |
| République arabe sahraouie démocratique |           | Liberté, Démocratie, Unité.                                                                                         | Emblème de la République arabe sahraouie démocratique |
| Somaliland                              |           | In the name of Allah, Most Gracious, Most Merciful. Au nom de Dieu : celui qui fait miséricorde, le Miséricordieux. | Armoiries du Somaliland                               |